# Аварийная посадка A320 в Лос-Анджелесе
Аварийная посадка A320 в Лос-Анджелесе — авиационная авария, произошедшая в среду 21 сентября 2005 года. Авиалайнер Airbus A320-232 авиакомпании JetBlue Airways совершал плановый внутренний рейс по маршруту Бербанк—Нью-Йорк. Вскоре после взлёта экипаж совершил вынужденную посадку в международном аэропорту Лос-Анджелес из-за проблемы со стойкой носового шасси, которое развернуло под прямым углом. В результате данного инцидента никто из находившихся на борту 146 пассажиров не пострадал. 

## Предшествующие обстоятельства
Рейс 292 вылетел из аэропорта Боб-Хоуп в 15:37 по Тихоокеанскому стандартному времени (PDT, UTC−7) и направлялся в Нью-Йорк в аэропорт имени Джона Кеннеди, путь до которого составлял 2465 миль (3967 км). В тот день этот рейс выполнял A320-232 по имени Canyon Blue; бортовой номер N536JB (серийный — 1784), выпущенный в 2002 году и имеющий наработку 5098 циклов взлёта и посадки общей продолжительностью 14 227 часов. На борту находились 6 членов экипажа и 140 пассажиров (по другим данным — 141). Капитан самолёта имел общий лётный опыт 10 829 часов, из которых на самолётах данной модели — 2552 часа. Второй пилот имел общий лётный опыт 5732 часа, из которых на самолётах данной модели — 1284 часа. Взлёт с ВПП и набор высоты прошёл без каких-либо замечаний. Но когда пилоты перевели ручку положения шасси в верхнее положение, то через некоторое время система ECAM выдала сообщение о неисправности носового шасси (L/G SHOCK ABSORBER FAULT). Тогда пилоты перевели ручку положения шасси в нижнее положение, и система выдала уже сообщение о неправильном положении носового колеса (WHEEL N/W STRG FAULT). Поэтому второй пилот взял на себя управление самолётом, а капитан начал изучать показания ECAM.
Второй пилот держал самолёт на высоте 14 тысяч футов (4,2 км) и взял курс в сторону Палмдейла, пока капитан изучал инструкцию по эксплуатации для лётного экипажа (FCOM), в которой было указано, что, возможно, переднее колесо развернуло под углом 90°. Пилоты приняли решение направиться в сторону Лонг-Бич, где располагалась одна из баз компании JetBlue Airways. Самолёт совершил специальный демонстрационный пролёт над аэропортом Лонг-Бич, после чего находившийся на вышке персонал JetBlue Airways и пилоты местного вертолёта новостей подтвердили, что переднее колесо развёрнуто влево под прямым углом. В связи с этим капитан принял решение лететь в международный аэропорт Лос-Анджелес, мотивируя это тем, что в нём достаточно длинные взлётно-посадочные полосы, современные службы безопасности и более благоприятные погодные условия.

## Вынужденная посадка
В баках самолёта находилось 46 860 фунтов (21 255 кг) авиационного топлива. Так как на A320 не предусмотрен аварийный слив топлива, пилоты были вынуждены кружить в воздухе над океаном в течение двух часов, чтобы сжечь его излишек и облегчить самолёт, а также изменить центровку для снижения нагрузки на носовое шасси при посадке. Капитан предупредил стюардов о том, что носовая стойка при посадке может сломаться, из-за чего самолёт может сильно наклониться вперёд и эвакуация через задние двери будет затруднительна.
Все манёвры самолёта снимали местные службы новостей, а, так как в салоне самолёта были установлены телевизоры, подключенные к спутниковому телевидению DirecTV, пассажиры рейса 292 могли наблюдать всё это в прямом эфире. Лишь перед самой посадкой мониторы были выключены.
В аэропорту были задействованы все аварийные службы. Было принято решение не применять предварительный полив пеной полосы, так как при ликвидации вероятного пожара её могло не хватить. К тому же на мокром бетоне самолёту сложнее было бы тормозить и его даже могло вынести с полосы. В 18:18 на скорости 120 узлов (222 км/ч) A320-232 коснулся взлётно-посадочной полосы 25L протяжённостью 11 096 футов (3382 метра) почти в самом её начале. При посадке самолётом управлял капитан, который старался как можно дольше держать нос самолёта в приподнятом положении, чтобы избежать разрушения носовой стойки. По этой причине не были задействованы реверс и аэродинамические тормоза. Обычные тормоза были применены лишь при скорости 90 узлов (167 км/ч), а на скорости 60 узлов (111 км/ч) двигатели были выключены. Носовая стойка коснулась бетона, в результате чего шины лопнули, а затем воспламенились, поэтому находившиеся в носовой части стюарды почувствовали запах горелой резины, но после пламя быстро потухло. Пилоты почти полностью использовали длину ВПП и в 18:20 остановили самолёт в 1000 футах (305 м) от её торца.

Пассажиры ликовали. Я даже плакала.Оригинальный текст (англ.)We all cheered. I was bawling. I cried so much.— Кристин Лунд (англ. Christine Lund), 25-летняя пассажирка рейса 292
Диспетчеры с вышки доложили пилотам, что огня нет, что капитан и передал стюардам. Через несколько минут к самолёту был подогнан обычный трап и началась эвакуация пассажиров. Ни один человек на борту рейса 292 не пострадал. Глава пожарной службы аэропорта Лос-Анджелес отметил высокий профессионализм пилота, который остановился почти на центральной линии с отклонением всего 8 сантиметров.

Это была безопасная посадка. Пилот держал самолет на задних колёсах сколько смог, прежде чем сделал касание колесом переднего шасси.Оригинальный текст (англ.)It was a very, very safe landing. The pilot did an outstanding job. He kept the plane on its rear tires as long as he could before he brought it [down].

## Последствия
Самолёт оставался на ВПП, пока обслуживающий персонал не заменил колёса на передней стойке. Так как авиакомпания JetBlue Airways не имела базы в Лос-Анджелесе, самолёт отбуксировали в ангар авиакомпании Continental Airlines. Для расследования причин происшествия той же ночью в аэропорт прилетели специалисты, которые начали изучать самолёт и бортовые самописцы.
Первый случай посадки A320 с повёрнутой под прямым углом носовой стойкой произошёл в феврале 1999 года с рейсом 2811 America West Airlines, который приземлился в Колумбусе (штат Огайо), а рейс 292 был уже седьмым. По данным СМИ с 1989 года с самолётами A319/A320/A321 в мире произошло как минимум 67 случаев посадки с неисправной носовой стойкой, в том числе и у самой JetBlue в 2002 году в Нью-Йорке, а через 3 недели — у United Airlines в Чикаго. Messier-Dowty, которая изготавливает носовые стойки шасси для самолётов Airbus, ещё в 2004 году переработала их конструкцию. Airbus Industries ещё до инцидента с рейсом 292 выпустила директиву, обязывающую эксплуатантов самолётов A320 заменить программу системы управления носовым шасси (BSCU), но в западной Америке этого не сделали. После случая с рейсом 292 это стало обязательным.
Согласно докладу NTSB причина поломки заключалась в изношенных уплотнительных кольцах гидравлической системы колеса и в сбое программы управления. В результате колесо после отрыва от полосы повернуло на угол, больший чем 6,5°, что оказалось достаточно, чтобы в процессе закрытия его развернуло под прямым углом.
Несмотря на большое количество публикаций о данном инциденте, отдельные эксперты заявили, что опасность возникшей в данном рейсе ситуации сильно преувеличена.

Техника посадки - держать нос немного вверх после касания полосы основным шасси, пока скорость существенно снизится (примерно до 65-75 узлов),  затем  мягко коснуться передним колесом взлетно-посадочной полосы (вы не должны его шмякнуть о её поверхность) известна. То, что мы видели 21 сентября 2005 года, показывает, почему коммерческая авиация так невероятно надежна. Это хорошая работа экипажа JetBlue 232  и авиационной системы безопасности.Оригинальный текст (англ.)The technique in this kind of landing has been well-established: Keep the nose up slightly after the main wheels are on the deck, until a significantly slower airspeed is reached (around 65 to 75 knots). Then the pilot gently "flies" the nosewheel onto the runway (you don't let it just plunk onto the surface).… What you saw Wednesday is a living example of why commercial aviation is so incredibly safe: the presence of a robust safety buffer.… Bravo to the crew of JetBlue 232, but bravo to the airline safety system as well.
Самолёт A320-232 с бортовым номером N536JB после инцидента отремонтирован и продолжает эксплуатироваться с прежним названием Canyon Blue авиакомпанией JetBlue. Рейса 292 больше нет. По данным на 2013 год рейсы Бербанк — Нью-Йорк компании JetBlue носят номера 350 и 358 и по-прежнему выполняются самолётами A320.